# Stazione di Keikyū Kawasaki

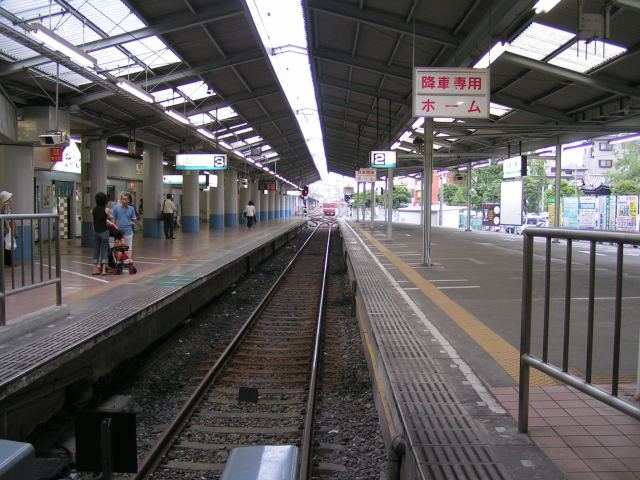
Vista dei binari di superficie della linea Daishi

La stazione di Keikyū Kawasaki (京急川崎駅?, Keikyū Kawasaki-eki) è una stazione ferroviaria di Kawasaki, città della prefettura di Kanagawa. Si trova nel quartiere di Kawasaki-ku ed è servita dalla linea principale e dalla linea Daishi delle Ferrovie Keikyū. Immediatamente adiacente si trova la stazione di Kawasaki della JR East.

## Linee
Ferrovie Keikyū
● Linea Keikyū principale
● Linea Keikyū Daishi

## Struttura
La stazione è dotata di due marciapiedi a isola con quattro binari su viadotto per la linea principale, e di due marciapiedi laterali con due binari passanti in superficie per la linea Daishi.
| 1   | Binario di servizio       | Binario di servizio                                            |
| 2   | Binario di discesa        | Binario di discesa                                             |
| 3   | ● Linea Keikyū Daishi     | per Kawasaki-Daishi e Kojimashinden                            |
| 4-5 | ● Linea Keikyū principale | per Yokohama, Kami-Ōoka, Uraga e Misaki-Sanguchi               |
| 6-7 | ● Linea Keikyū principale | per Keikyū Kamata, Haneda Aeroporto, Shinagawa e linea Asakusa |

## Stazioni adiacenti
| «                       | Servizio                                      | »                       |
| Linea Keikyū principale | Linea Keikyū principale                       | Linea Keikyū principale |
| ----------------------- | --------------------------------------------- | ----------------------- |
| Rokugōdote              | Locale                                        | Hatchōnawate            |
| Keikyū Kamata           | Espresso Aeroporto                            | Keikyū Tsurumi          |
| Keikyū Kamata           | Espresso Limitato                             | Kanagawa-Shinmachi      |
| Keikyū Kamata           | Esp. Lim. Rapido verde Esp. Lim. Rapido viola | Yokohama                |
| Transito                | Keikyū Wing                                   | Transito                |
| Linea Keikyū Daishi     |                                               |                         |
| Capolinea               | Locale                                        | Minatomachi             |